# کونگوشا (استان لهستان کوچک‌تر)
کونگوشا (به لهستانی:  Koniusza) یک روستا در لهستان است که در گمینا کونگوشا واقع شده‌است.
 کونگوشا  ۲۶۰ نفر جمعیت دارد.